# トンネウス沼
座標: 北緯43度9分54.5秒 東経141度24分31.6秒 / 北緯43.165139度 東経141.408778度

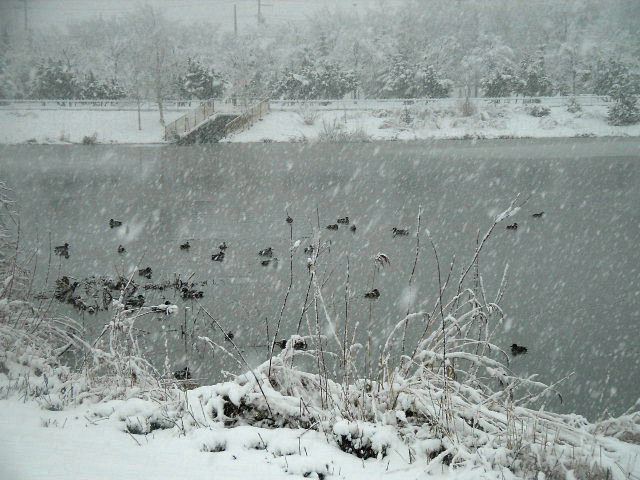
雪降るトンネウス沼（2004年12月）

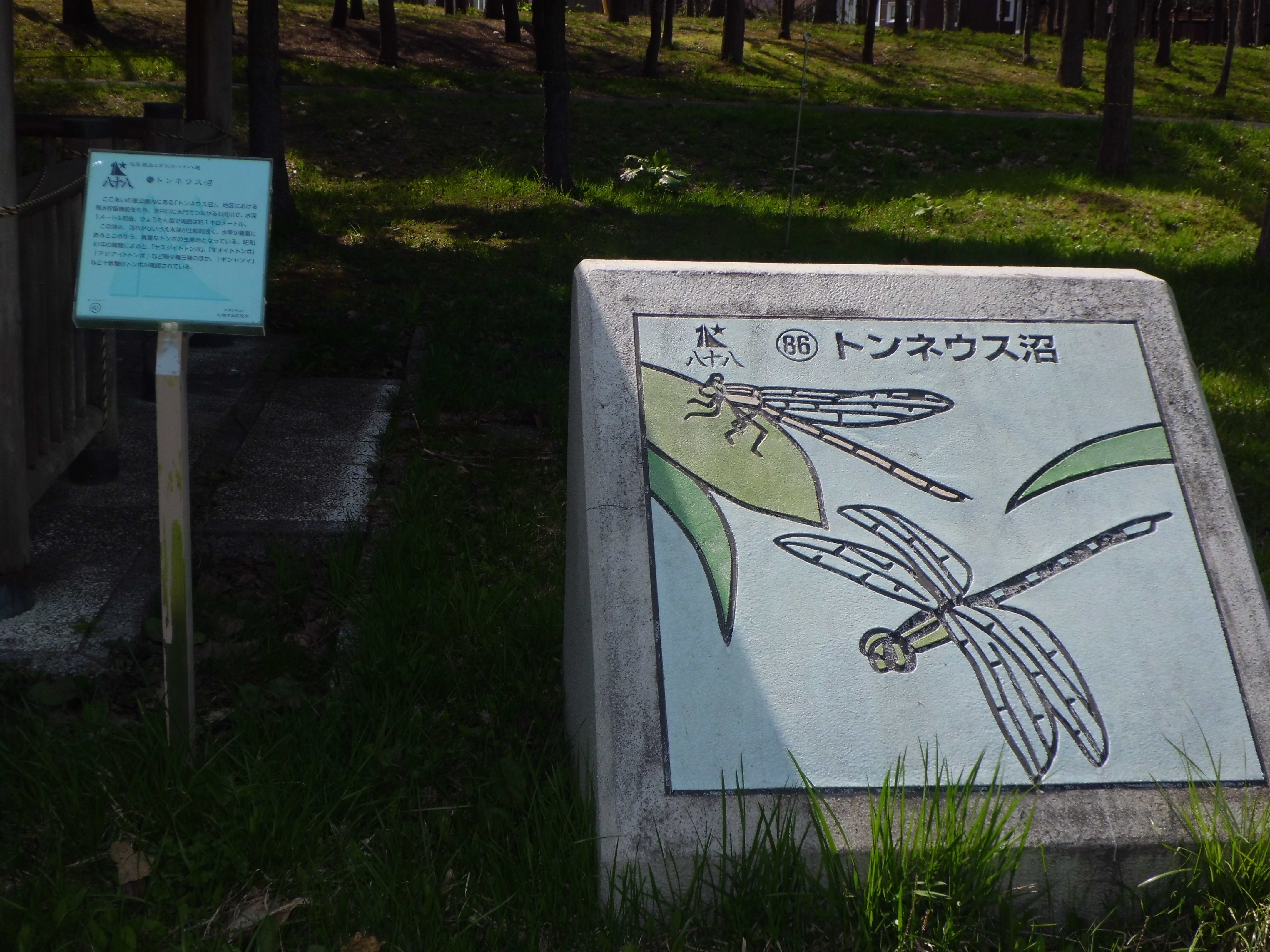
トンネウス沼 案内板

トンネウス沼（トンネウスぬま）は、北海道札幌市北区あいの里にある沼で、あいの里公園の中にある。池の周囲約1km、水深約1m。
名前の由来は、アイヌ語の「トンニ・ウシ」（ナラの木が生える）より。
もとは河道だったが、河川改修で取り残されて沼になった。付近には他にも小さな沼があったが、地域の整備に際してここだけが公園の中心として残された。付近は札幌ニュータウン「あいの里」の住宅地である。多くのトンボが生息し、中に希少なアジアイトトンボもある。
北区歴史と文化の八十八選のうち「5.藍の道〈あいの里コース〉」に属する「86.トンネウス沼」として選定されている。

## 拓北川
拓北川（たくほくかわ）は、トンネウス沼から北に流れる出る川で、茨戸川の支流である。長さ約200メートルの短い川である。国道337号が拓北橋でこの川を越える。

## あいの里公園
あいの里公園（あいのさとこうえん）は、札幌ニュータウンの造成時に自然を残した都市公園として作られた。トンネウス沼を中心に、野球場、テニスコート、いくつかの広場と芝生、遊具、東屋、ベンチが配される。沼のまわりを周回する道がつけられている。あいの里公園駅が南東400メートル余りのところにある。従来は札幌市が維持管理を担当していたが、2006年 4月より札幌市の指定管理者制度導入に伴い、当公園は北海道造園コンサルタント・東洋実業コンソーシアムが指定管理団体となった。
指定管理団体は、従来からのあいの里公園の維持管理業務に加えて「ネイチャーフレンドあいの里公園」と銘打った自然物を使った工作体験教室、落葉や刈草の堆肥化事業、記念植樹会など各種行事も実施している。